# L'Osservatore Romano
L'Osservatore Romano ("Observador Romà", en català) és el periòdic nacional de la Ciutat del Vaticà. Proveeix cobertura de totes les activitats públiques del Papa, publica editorials escrits per membres importants del clergat de l'Església Catòlica, i imprimeix documents oficials després de ser autoritzats. Els seus lemes inclouen "unicuique suum" (a cadascú el seu propi) i "no praevalebunt" (els enemics de Déu i de l'Església no prevaldran), els quals estan impresos sota el títol en la pàgina inicial.
La primera edició del periòdic va ser publicada a Roma l'1 de juliol de 1861, uns mesos després que fos proclamat el Regne d'Itàlia (el 17 de març de 1861). La frase «periòdic diari» va ser inclosa començant el 31 de març de 1862. Actualment, és publicat en diferents llengües:
- Diàriament en italià (1861)
- Setmanalment en francès (1949)
- Setmanalment en italià (1950)
- Setmanalment en anglès (1968)
- Setmanalment en espanyol (1969)
- Setmanalment en portuguès (1970)
- Setmanalment en alemany (1971)
- Mensualment en polonès (1980)
- Setmanalment en malaiàlam (2007)[1]

L'edició diària en la llengua italiana és publicada en hores de la vesprada, amb data de l'endemà. L'edició setmanal en l'idioma anglès va començar a ser publicada el 4 d'abril de 1968.

## Directors del periòdic
- Nicola Zanchini i Giuseppe Bastia (1861-1866)
- Augusto Baviera (1866-1884)
- Cessés Crispolti (1884-1890)
- Giovani Battista Casoni (1890-1900)
- Giuseppe Angelini (1900-1919)
- Giuseppe Dalla Torre digues Sanguinetto (1920-1960)
- Raimondo Manzini (1960-1978)
- Valerio Volpini (1978-1984)
- Mario Agnes (1984- fins a la seua mort, el 31 d'agost del 2007)
- Giovanni Maria Vian (2007-actualitat)[2]